# Chiesa di San Gaetano (Treviso)
La chiesa di San Gaetano (o San Giovanni al Tempio) fa parte dell'omonimo complesso e dal 2017 è una delle due sedi del Museo nazionale Collezione Salce a Treviso.

## Storia
La chiesa oggi denominata di San Gaetano venne costruita nella seconda metà del XII secolo per accogliere i pellegrini provenienti dalla Terrasanta. L'antica chiesa, fondata dall'ordine degli Ospedalieri di San Giovanni di Gerusalemme (o Gerosolimitani) era nota come chiesa di San Giovanni dell'Ospedale o del Tempio. Del primo edificio rimane la muratura principale del fianco settentrionale e meridionale, con le decorazioni geometriche a graffito, visibili lungo via Commenda. Il campanile con mattoni a vista è stato rimaneggiato nei secoli, ma ripropone l'antica struttura romanica.
La chiesa venne parzialmente ricostruita nel primi anni del Cinquecento, all'epoca del priore Ludovico Marcello, colto umanista. La facciata fu realizzata in pietra d'Istria dal maestro Giacomo di Como e decorata con graffiti e affreschi in monocromo giallo e oro da maestranze locali. L'iscrizione sopra la porta di ingresso ricorda l'intervento di restauro del vescovo Marcello.
L'interno è a navata unica rettangolare, con due cappelle laterali sporgenti e due altari ai lati dell'arco di trionfo. Una volta a botte immette dal presbiterio alla cappella che si presenta come un ambiente liturgico separato. Nel locale dietro al coro che porta al campanile, non accessibile al pubblico, è conservata la tomba dello stesso Ludovico Marcello, eseguita dal lapicida Antonio Maria da Milano nel 1505-1506.
In seguito la chiesa venne affidata dal Senato Veneto alla casata veneziana dei Corner, con il diritto di godere delle rendite, ma con l'obbligo di mantenere il culto e il clero, Nel corso del Settecento l'edificio fu ulteriormente rimaneggiato, in accordo con i canoni estetici del tempo. All'interno, l'attuale disposizione della ricca quadreria, risale alla seconda metà del Settecento. Sono presenti dipinti di Ludovico Pozzo serrato e di Giovanni Battista Canal. Nel 1770 la chiesa venne dotata di un organo a 23 canne, opera di Gaetano Callido.
Dalla fine dell'Ottocento la chiesa fu intitolata a San Gaetano di Thiene.
Dal 1957 è di proprietà dello Stato e nel 2017 diventa sede del Museo nazionale Collezione Salce, che comprende anche l'edificio annesso e che affaccia sul sagrato.

## Descrizione

### Esterno
A partire dal 1504 fu innalzata l'attuale facciata ad opera di Giacomo del Lago di Como. Essa appare tripartita, a doppio ordine e con timpano triangolare, arricchita da una raffinata fascia decorativa in affresco, nonché da un altro affresco, nel timpano, del battesimo di Gesù. Il resto dell'edificio fu eretto nel 1509 su progetto di Antonio Maria da Milano, che eresse puri preimetrali ed abside ispirandosi alla cappella del Santissimo Sacramento della cattedrale cittadina.

### Interno
Internamente si presenta a navata unica, con due cappelle laterali sporgenti e altri due altari ai lati dell'arco trionfale. Fu completamente rimaneggiata a partire dal 1768, quando in luogo del precedente aspetto gotico, fu trasformata in un raffinato ambiente barocco. Conserva numerosi dipinti racchiusi in eleganti cornici a stucco, tra i quali spiccano cinque tele di Giambattista Canal.

#### Organo a canne
Sulla cantoria in controfacciata, con parapetto riccamente intagliato in stile rococò, racchiuso entro un'elegante cassa dipinta a finto marmo, si trova l'organo a canne Callido opus 62, costruito nel 1770; pesantemente rimaneggiato nel 1878 dall'organaro Tolfo di San Vito al Tagliamento, è stato riportato alle sue caratteristiche originarie da Gustavo Zanin di Codroipo nel 1993.
Lo strumento è a trasmissione meccanica sospesa, con un'unica tastiera di 50 note con prima ottava scavezza e pedaliera a leggio con ottava scavezza e l'ultimo pedale che attiva il Tamburo.

#### Eventi ospitati
La chiesa ha ospitato nel maggio 2018 un concerto jazz, facente parte del festival musicale Treviso Suona Jazz. Anche l'edizione 2019 del medesimo festival si è caratterizzata per un concerto in questa sede il giorno 24.5.2019, con i musicisti Gabriele Mirabassi e Simone Zanchini.